# Skilanglauf-Slavic-Cup 2022/23
Der Skilanglauf-Slavic-Cup 2022/23 war eine von der FIS organisierte Wettkampfserie, die zum Unterbau des Skilanglauf-Weltcups 2022/23 gehörte. Sie begann am 29. Dezember 2022 in Zakopane und endete am 12. März 2023 in Kremnica. Die Gesamtwertung der Männer gewann Dmytro Drahun und bei den Frauen wurde Daria Szkurat Erste in der Gesamtwertung.

## Männer

### Resultate
| 1. Slavic-Cup in Zakopane, 29. und 30. Dezember 2022 | 1. Slavic-Cup in Zakopane, 29. und 30. Dezember 2022 | 1. Slavic-Cup in Zakopane, 29. und 30. Dezember 2022 | 1. Slavic-Cup in Zakopane, 29. und 30. Dezember 2022 | 1. Slavic-Cup in Zakopane, 29. und 30. Dezember 2022 |
| ---------------------------------------------------- | ---------------------------------------------------- | ---------------------------------------------------- | ---------------------------------------------------- | ---------------------------------------------------- |
| Datum                                                | Disziplin                                            | Erster Platz                                         | Zweiter Platz                                        | Dritter Platz                                        |
| 29. Dezember 2022                                    | 10 km klassisch                                      | Mateusz Haratyk                                      | Sebastian Bryja                                      | Piotr Jarecki                                        |
| 30. Dezember 2022                                    | 15 km Freistil                                       | Sebastian Bryja                                      | Piotr Jarecki                                        | Mateusz Haratyk                                      |

| 2. Slavic-Cup in Štrbské Pleso, 14. und 15. Januar 2023 | 2. Slavic-Cup in Štrbské Pleso, 14. und 15. Januar 2023 | 2. Slavic-Cup in Štrbské Pleso, 14. und 15. Januar 2023 | 2. Slavic-Cup in Štrbské Pleso, 14. und 15. Januar 2023 | 2. Slavic-Cup in Štrbské Pleso, 14. und 15. Januar 2023 |
| ------------------------------------------------------- | ------------------------------------------------------- | ------------------------------------------------------- | ------------------------------------------------------- | ------------------------------------------------------- |
| Datum                                                   | Disziplin                                               | Erster Platz                                            | Zweiter Platz                                           | Dritter Platz                                           |
| 14. Januar 2023                                         | Sprint klassisch                                        | Dmytro Drahun                                           | Vladimír Kozlovský                                      | Piotr Sobiczewski                                       |
| 15. Januar 2023                                         | 10 km Freistil                                          | Vladimír Kozlovský                                      | Ondřej Pilař                                            | Andrej Renda                                            |

| 3. Slavic-Cup in Štrbské Pleso, 25. und 26. Februar 2023 | 3. Slavic-Cup in Štrbské Pleso, 25. und 26. Februar 2023 | 3. Slavic-Cup in Štrbské Pleso, 25. und 26. Februar 2023 | 3. Slavic-Cup in Štrbské Pleso, 25. und 26. Februar 2023 | 3. Slavic-Cup in Štrbské Pleso, 25. und 26. Februar 2023 |
| -------------------------------------------------------- | -------------------------------------------------------- | -------------------------------------------------------- | -------------------------------------------------------- | -------------------------------------------------------- |
| Datum                                                    | Disziplin                                                | Erster Platz                                             | Zweiter Platz                                            | Dritter Platz                                            |
| 25. Februar 2023                                         | 15 km klassisch                                          | Robert Bugara                                            | Paweł Bryja                                              | Jan Zwatrzko                                             |
| 26. Februar 2023                                         | 15 km Freistil                                           | Robert Bugara                                            | Matej Horniak                                            | Kacper Guńka                                             |

| 4. Slavic-Cup in Kremnica, 11. und 12. März 2023 | 4. Slavic-Cup in Kremnica, 11. und 12. März 2023 | 4. Slavic-Cup in Kremnica, 11. und 12. März 2023 | 4. Slavic-Cup in Kremnica, 11. und 12. März 2023 | 4. Slavic-Cup in Kremnica, 11. und 12. März 2023 |
| ------------------------------------------------ | ------------------------------------------------ | ------------------------------------------------ | ------------------------------------------------ | ------------------------------------------------ |
| Datum                                            | Disziplin                                        | Erster Platz                                     | Zweiter Platz                                    | Dritter Platz                                    |
| 11. März 2023                                    | Sprint Freistil                                  | Dmytro Drahun                                    | Denis Tilesch                                    | Ruslan Denyssenko                                |
| 12. März 2023                                    | 15 km klassisch Massenstart                      | Dmytro Drahun                                    | Ruslan Denyssenko                                | Andrej Renda                                     |

### Gesamtwertung Männer
| Rang | Name               | Punkte |
| ---- | ------------------ | ------ |
| 1.   | Dmytro Drahun      | 350    |
| 2.   | Andrej Renda       | 286    |
| 3.   | Matej Horniak      | 253    |
| 4.   | Robert Bugara      | 245    |
| 5.   | Denis Tilesch      | 193    |
| 6.   | Vladimír Kozlovský | 180    |
| 6.   | Sebastian Bryja    | 180    |
| 8.   | Paweł Bryja        | 161    |
| 9.   | Mateusz Haratyk    | 160    |
| 10.  | Ruslan Denyssenko  | 140    |
| 10.  | Piotr Jarecki      | 140    |

| Rang | Name                 | Punkte |
| ---- | -------------------- | ------ |
| 12.  | Ondřej Pilař         | 130    |
| 13.  | Jan Zwatrzko         | 116    |
| 14.  | Przemysław Legierski | 111    |
| 15.  | Piotr Sobiczewski    | 107    |
| 16.  | Martin Stankovianský | 105    |
| 16.  | Wojciech Nieściór    | 105    |
| 18.  | Ján Holiga           | 103    |
| 19.  | Kacper Gunka         | 92     |
| 19.  | Dawid Pilch          | 92     |
| 21.  | Kacper Antolec       | 90     |
| 22.  | Emil Koper           | 82     |

| Rang | Name              | Punkte |
| ---- | ----------------- | ------ |
| 23.  | Ádám Kónya        | 81     |
| 23.  | Kristóf Lágler    | 81     |
| 23.  | Jakub Strouhal    | 81     |
| 26.  | Šimon Adamov      | 80     |
| 27.  | Łukasz Gazurek    | 79     |
| 27.  | Karol Stachoń     | 79     |
| 29.  | David Pesta       | 65     |
| 30.  | Karol Maciejowski | 62     |
| 30.  | Szymon Bełz       | 62     |

## Frauen

### Resultate
| 1. Slavic-Cup in Zakopane, 29. und 30. Dezember 2022 | 1. Slavic-Cup in Zakopane, 29. und 30. Dezember 2022 | 1. Slavic-Cup in Zakopane, 29. und 30. Dezember 2022 | 1. Slavic-Cup in Zakopane, 29. und 30. Dezember 2022 | 1. Slavic-Cup in Zakopane, 29. und 30. Dezember 2022 |
| ---------------------------------------------------- | ---------------------------------------------------- | ---------------------------------------------------- | ---------------------------------------------------- | ---------------------------------------------------- |
| Datum                                                | Disziplin                                            | Erster Platz                                         | Zweiter Platz                                        | Dritter Platz                                        |
| 29. Dezember 2022                                    | 5 km klassisch                                       | Weronika Kaleta                                      | Daria Szkurat                                        | Karolina Kaleta                                      |
| 30. Dezember 2022                                    | 10 km Freistil                                       | Daria Szkurat                                        | Karolina Kaleta                                      | Andżelika Szyszka                                    |

| 2. Slavic-Cup in Štrbské Pleso, 14. und 15. Januar 2023 | 2. Slavic-Cup in Štrbské Pleso, 14. und 15. Januar 2023 | 2. Slavic-Cup in Štrbské Pleso, 14. und 15. Januar 2023 | 2. Slavic-Cup in Štrbské Pleso, 14. und 15. Januar 2023 | 2. Slavic-Cup in Štrbské Pleso, 14. und 15. Januar 2023 |
| ------------------------------------------------------- | ------------------------------------------------------- | ------------------------------------------------------- | ------------------------------------------------------- | ------------------------------------------------------- |
| Datum                                                   | Disziplin                                               | Erster Platz                                            | Zweiter Platz                                           | Dritter Platz                                           |
| 14. Januar 2023                                         | Sprint klassisch                                        | Ema Kouřilová                                           | Barbora Klementová                                      | Anna Jaklova                                            |
| 15. Januar 2023                                         | 5 km Freistil                                           | Andżelika Szyszka                                       | Barbora Klementová                                      | Wiktorija Olech                                         |

| 3. Slavic-Cup in Štrbské Pleso, 25. und 26. Februar 2023 | 3. Slavic-Cup in Štrbské Pleso, 25. und 26. Februar 2023 | 3. Slavic-Cup in Štrbské Pleso, 25. und 26. Februar 2023 | 3. Slavic-Cup in Štrbské Pleso, 25. und 26. Februar 2023 | 3. Slavic-Cup in Štrbské Pleso, 25. und 26. Februar 2023 |
| -------------------------------------------------------- | -------------------------------------------------------- | -------------------------------------------------------- | -------------------------------------------------------- | -------------------------------------------------------- |
| Datum                                                    | Disziplin                                                | Erster Platz                                             | Zweiter Platz                                            | Dritter Platz                                            |
| 25. Februar 2023                                         | 10 km klassisch                                          | Daria Szkurat                                            | Andżelika Szyszka                                        | Magdalena Kobielusz                                      |
| 26. Februar 2023                                         | 10 km Freistil                                           | Daria Szkurat                                            | Magdalena Kobielusz                                      | Andżelika Szyszka                                        |

| 4. Slavic-Cup in Kremnica, 11. und 12. März 2023 | 4. Slavic-Cup in Kremnica, 11. und 12. März 2023 | 4. Slavic-Cup in Kremnica, 11. und 12. März 2023 | 4. Slavic-Cup in Kremnica, 11. und 12. März 2023 | 4. Slavic-Cup in Kremnica, 11. und 12. März 2023 |
| ------------------------------------------------ | ------------------------------------------------ | ------------------------------------------------ | ------------------------------------------------ | ------------------------------------------------ |
| Datum                                            | Disziplin                                        | Erster Platz                                     | Zweiter Platz                                    | Dritter Platz                                    |
| 11. März 2023                                    | Sprint Freistil                                  | Barbora Klementová                               | Wiktorija Olech                                  | Laura Roglová                                    |
| 12. März 2023                                    | 10 km klassisch Massenstart                      | Wiktorija Olech                                  | Anastassija Nikon                                | Anastassija Iwantschenko                         |

### Gesamtwertung Frauen
| Rang | Name                | Punkte |
| ---- | ------------------- | ------ |
| 1.   | Daria Szkurat       | 380    |
| 2.   | Andżelika Szyszka   | 372    |
| 3.   | Barbora Klementová  | 355    |
| 4.   | Wiktorija Olech     | 290    |
| 5.   | Magdalena Kobielusz | 223    |
| 6.   | Kristína Sivoková   | 185    |
| 7.   | Laura Roglová       | 149    |
| 8.   | Ema Kouřilová       | 145    |
| 9.   | Karolina Kaleta     | 140    |
| 9.   | Zuzanna Fujak       | 140    |

| Rang | Name                     | Punkte |
| ---- | ------------------------ | ------ |
| 11.  | Anastassija Nikon        | 125    |
| 12.  | Oliwia Buśko             | 120    |
| 13.  | Weronika Kaleta          | 100    |
| 14.  | Anastassija Iwantschenko | 96     |
| 15.  | Amelia Piton             | 94     |
| 15.  | Weronika Jarecka         | 94     |
| 15.  | Emília Rendová           | 94     |
| 18.  | Kamila Idziniak          | 90     |
| 19.  | Julia Rucka              | 88     |
| 20.  | Natalia Sokolová         | 87     |

| Rang | Name                   | Punkte |
| ---- | ---------------------- | ------ |
| 21.  | Mária Danielová        | 83     |
| 22.  | Anna Jaklova           | 82     |
| 23.  | Aleksandra Kołodziej   | 81     |
| 24.  | Anna Milerská          | 80     |
| 24.  | Aleksandra Mikołajczyk | 80     |
| 26.  | Aneta Břečková         | 68     |
| 27.  | Petra Řepková          | 64     |
| 28.  | Weronika Mikołajczyk   | 63     |
| 29.  | Elżbieta Zawada        | 62     |
| 29.  | Maria Jakubiec         | 62     |